# أيومي تسوجي
أيومي تسوجي (باليابانية: 辻あゆみ؛ بالكانا: つじ あゆみ) هي مؤدية صوت يابانية، ولدت في 18 يونيو 1984 في إهيمه في اليابان.

## وصلات خارجية
- الموقع الرسمي
- أيومي تسوجي على موقع IMDb (الإنجليزية)
- أيومي تسوجي على موقع ميوزك برينز (الإنجليزية)
- أيومي تسوجي على موقع قاعدة بيانات الفيلم (الإنجليزية)
- أيومي تسوجي على موقع ANN person (الإنجليزية)